# سانیا ووکاشینوویچ
سانیا ووکاشینوویچ (سیریلیک صربی: Сања Вукашиновић ; متولد ۲۲ اکتبر ۱۹۹۷) ورزشکار رشته تیراندازی تفنگ اهل صربستان است. او در بازی‌های اروپایی ۲۰۱۹ در تفنگ سه وضعیت ۵۰ متر بانوان به مقام چهارم دست یافت و سهمیه صربستان را برای بازی‌های المپیک تابستانی ۲۰۲۰ توکیو به دست آورد.